# Harald Beyer
Harald Ricardo Beyer Burgos (hárald báiah; Osorno, 2 de abril de 1964) es un economista e investigador chileno de ascendencia alemana. Fue ministro de Educación de Chile, durante el primer gobierno del presidente Sebastián Piñera siendo destituido de ese cargo por el Senado. A su vez, fue rector de la Universidad Adolfo Ibáñez entre 2018 y 2024.
Actualmente es profesor en la Escuela de Gobierno de la Pontificia Universidad Católica de Chile. 

## Biografía
Nació en Osorno, y realizó su educación básica y media en el Instituto Alemán de su ciudad natal. Posteriormente estudió ingeniería comercial en la Universidad de Chile y tiene un doctorado en economía por la Universidad de California en Los Ángeles (UCLA).
Se ha destacado como investigador en el Centro de Estudios Públicos (CEP), organismo al que se integró en 1987, del que fue su subdirector. En marzo de 2014 asumió como director del CEP, cargo que dejó en enero de 2018.
En marzo de 2018 asumió el cargo de rector de la Universidad Adolfo Ibáñez (UAI), sucediendo a Andrés Benítez, quien llevaba 17 años en el cargo.A pesar de haber sido renovado para un nuevo periodo de cinco años en 2023, en enero de 2024 Beyer hizo pública su renuncia a la junta directiva del cargo de rector de la universidad, efectiva a partir del 31 de marzo.

## Carrera política
Fue integrante de los Consejos Asesores Presidenciales de la Educación —formado en 2006 tras las movilizaciones estudiantiles de ese año—, para la Reforma Previsional, y Trabajo y Equidad, todos convocados por la presidenta Michelle Bachelet. En 2009 fue coordinador del área Educación de los grupos "Tantauco", desde donde se gestó el programa de gobierno para la candidatura presidencial de Sebastián Piñera.
Tras la asunción de Piñera como presidente en 2010, Beyer integró el Panel de Expertos para una Educación de Calidad y la Comisión Asesora para la Definición del Salario Mínimo y fue nombrado representante de la presidencia de la República en el Consejo Universitario de la Universidad de Chile (2010-2011). Durante 2011 se mostró contrario a la demanda de educación gratuita para todos, levantadas por el movimiento estudiantil de ese año, aunque también declaró que las universidades con fines de lucro «nunca van a ser buenas universidades».
En diciembre de 2012 fundó el movimiento Evolución Política (o Evópoli) junto a Felipe Kast, Luciano Cruz-Coke y Juan Sebastián Montes.

### Ministro de Educación

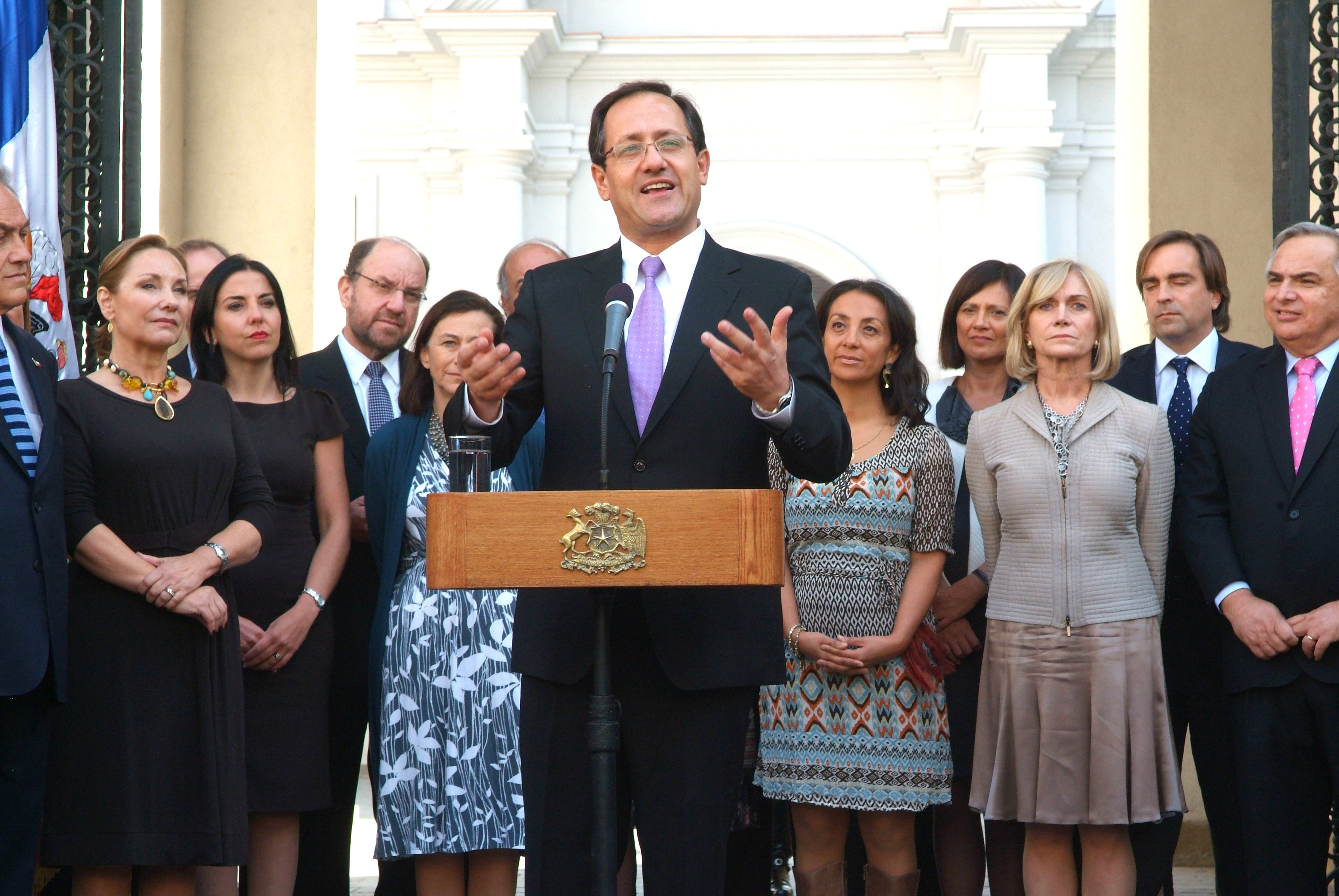
Beyer en el Palacio de La Moneda, el día siguiente a su destitución.

El 29 de diciembre de 2011 fue nombrado ministro de Educación luego de la renuncia de Felipe Bulnes.
El 4 de abril de 2013, por una votación de 58 votos contra 56, la Cámara de Diputados declaró procedente una acusación constitucional presentada en su contra, por la que se le imputó no haber fiscalizado la existencia de lucro en las universidades. La acusación fue bastante controvertida, ya que se constató que fue formulada copiando algunos párrafos a una acusación anterior, los cuales hacían referencia a deberes de una cartera distinta a educación. Beyer se encontró así suspendido en sus funciones hasta que el Senado conoció de la acusación en su contra, como jurado, declarando si lo consideraba culpable o no de los cargos que se le imputaban.
El 17 de abril de 2013 el Senado lo consideró culpable de uno de los tres capítulos de la acusación constitucional, que le imputaba la negativa de fiscalizar la existencia de lucro en la educación superior pese a existir denuncias al respecto, incurriendo en «omisión de deberes ministeriales», por 20 votos a favor y 18 en contra, siendo destituido del cargo de ministro de Educación e inhabilitado para ejercer cargos públicos hasta 2018.